# Euxesta bifasciata
Euxesta bifasciata är en tvåvingeart som beskrevs av Theodor Becker 1919.
Euxesta bifasciata ingår i släktet Euxesta och familjen fläckflugor. Artens utbredningsområde är Ecuador. Inga underarter finns listade i Catalogue of Life.